# 埃氏孢堆黑粉菌
埃氏孢堆黑粉菌（学名：Sporisorium ehrenbergii）是属于黑粉菌目黑粉菌科孢堆黑粉菌属的一种真菌，寄生在高粱上。该种分布于中国、印度、伊拉克、哈萨克斯坦、吉尔吉斯斯坦、塔吉克斯坦、乌兹别克斯坦、土库曼斯坦、巴基斯坦、以色列、土耳其、埃及、苏丹、坦桑尼亚等地。